# Erythrolophus
Erythrolophus är ett släkte av fjärilar. Erythrolophus ingår i familjen mätare.
Kladogram enligt Catalogue of Life:
| Erythrolophus | \| \| Erythrolophus fascicorpus \| \| \| \| \| \| Erythrolophus fuscicorpus \| \| \| \| |
|               | \| \| Erythrolophus fascicorpus \| \| \| \| \| \| Erythrolophus fuscicorpus \| \| \| \| |
|               | Erythrolophus fascicorpus                                                               |
|               |                                                                                         |
|               | Erythrolophus fuscicorpus                                                               |
|               |                                                                                         |